# Vrou
Vrou est une commune rurale située dans le département de Biéha de la province de Sissili dans la région du Centre-Ouest au Burkina Faso.

## Éducation et santé
Le centre de soins le plus proche de Vrou est le centre de santé et de promotion sociale (CSPS) de Koumbogoro.